# Саймонс, Джеймс
Джеймс Харрис «Джим» Саймонс (англ. James Harris Simons; 25 апреля 1938, Ньютон, Массачусетс — 10 мая 2024, Нью-Йорк, Нью-Йорк) — американский математик, академик, инвестор и меценат.
В 1982 году Саймонс основал инвестиционную компанию Renaissance Technologies. До своей смерти являлся ее неуправляющим директором. В 2007 году заработал около 2,8 млрд долл., 1,7 млрд долл. в 2006, 1,5 млрд долл. в 2005 (наибольший доход управляющих хедж-фондами в том году) и 670 млн долл. в 2004 году. С приблизительно 8,5-миллиардным состоянием Саймонс, по версии журнала Forbes, в 2010 году занимал 80-е место в мире и 57 место в Америке. Financial Times назвал его в 2006 году «самым умным из миллиардеров».
По версии The Economist, самый успешный инвестор всех времён.
Член НАН США и Американского философского общества (2007).

## Ранняя жизнь и карьера
Джим Саймонс родился в еврейской семье. Его предки переселились в США из Российской империи в конце XIX века. Его отец, Мэтью Саймонс (1905—1989), был владельцем обувной фабрики в Массачусетсе; мать, Марсия Кантор (1914—2007), была домохозяйкой. Получил степень бакалавра математики в Массачусетском технологическом институте (MIT) в 1958 году и PhD, тоже по математике, в Калифорнийском университете в Беркли в 1962 году в возрасте 24 лет. С 1961 по 1964 год преподавал математику в MIT и Гарварде. В 1964—1968 годах занимал исследовательскую должность в Отделении исследований коммуникаций Института анализа обороны. В 1968 году стал заведующим математическим отделением в университете Стоуни-Брук. При нём университет вошёл в десятку лучших в США.
В 1976 году Саймонс получил премию Освальда Веблена по геометрии Американского математического общества за работу по многомерным поверхностям, минимизирующим площадь, и характеристическим формам. Доказал теорему Бернштейна в размерности 8 (максимальной размерности, в которой она верна), а также улучшил свойства регулярности результата Вендела Флеминга по обобщённой проблеме Плато.
В 1978 году покинул академическую науку, чтобы основать инвестиционный фонд, занимающийся трейдингом на рынках товарных фьючерсов и также торгующий другими финансовыми инструментами на дискретной основе.

## Renaissance Technologies
Уже более двух десятилетий инвестиционная компания Renaissance Technologies, торгующая на биржах по всему миру, находится на переднем крае математическо-экономического анализа. Она использует компьютерные модели для предсказания изменений цен на ликвидные финансовые инструменты. Эти модели используют так много данных, сколько получается собрать, затем ищут неслучайные составляющие, на основе которых можно сделать предсказания. Несмотря на то, что разработкой моделей занимаются учёные, конкретные действия МТС лучше описываются понятием «чёрный ящик». К тому же работники компании ведут активную деятельность по дезориентации и сокрытию подробностей о работе фонда.
В Renaissance работает более 60 научных работников мирового уровня, включая математиков, физиков, астрофизиков и статистиков, из широкого круга стран (например, Япония и Куба). Это позволяет получать доход на десятки процентов выше, чем получают Брюс Ковнер, Джордж Сорос, Пол Тюдор Джонс, Луис Бэкон, Марк Кингдон или Монро Траут. Тем не менее, из официальных представлений видно, что фонд уходил в минус до 7 % в начале ипотечного кризиса 2007 года, однако смог выправиться к концу августа до +0,7 %,
Renaissance запустил фонд RIEF, предназначенный управлять капиталом в 100 млрд долларов, то есть наибольшим из существовавших когда-либо.
«Так захватывающе видеть столь высокий успех математика на другом поле деятельности», — говорит Эдвард Уиттен, профессор физики в Институте передовых исследований в Принстоне, рассматриваемый многими коллегами как самый совершенный теоретический физик из ныне живущих… (Грегори Цукерман, «Подслушано на улице», Уолл-стрит джорнал, 01.07.2005).

Саймонс был признан финансовым учёным года (англ. FEOY, Financial Engineer of the Year) интернациональной ассоциацией финансового инжиниринга в 2006.
Известно, что в 2007 он увеличил свой личный капитал на 1,7 млрд долларов.

## Благотворительность
Саймонс поддерживал исследовательские проекты, конференции и симпозиумы.
Саймонс и его вторая жена, Мэрилин Хорис Саймонс (Marilyn Hawrys Simons), основали Фонд Саймонса — благотворительную организацию, которая оказывает поддержку образовательным и медицинским проектам, дополнительно к научным исследованиям. В память о своём сыне Поле, он создал Парк Авалона, заповедник в Стоуни Брук площадью 0,53 км². 34-летний Пол умер в аварии в 1996 году во время катания на велосипеде около дома. Другой сын, 23-летний Ник, утонул в 2003 году во время поездки в Бали (Индонезия). Ник работал в Непале и Саймонс внёс большой вклад в Непальскую систему здравоохранения с помощью специально созданного Института Ника Саймонса Джеймс основал также некоммерческую организацию «Математика для Америки».
В начале 2006 года он возглавил группу директоров Renaissance Technologies Corporation и Брукхейвенской научной ассоциации и закрыл дыру в бюджете Брукхейвенской национальной лаборатории размером 13 млн долларов, которая препятствовала открытию Коллайдера тяжёлых ионов.
Также в 2006 году Саймонс пожертвовал 25 млн долларов Университету Стоуни-Брук через Фонд Стоуни Брук. Деньги предназначаются отделению физики и математики в университете.
27 февраля 2008 года губернатор Элиот Спитцер объявил о 60-миллионном пожертвовании Фонда Саймонса для основания Simons Center for Geometry and Physics («Центр Саймонса по геометрии и физике») в Стоуни Брук, самом большом денежном подарке общественному университету в истории штата Нью-Йорк.

### Исследования по аутизму
Семейный фонд потратил в последние годы 38 млн долларов, чтобы найти причину аутизма, и планирует потратить ещё 100 млн, что станет наибольшей инвестицией в исследования по аутизму. При этом Саймонс устанавливает персональный контроль за всеми тратами бюджета. Саймонс также сдал ДНК своей семьи для изучения (его дочь страдает аутизмом) и помог в разрешении некоторых исследовательских проблем. Когда MIT попросил деньги на изучение мозга, Джеймс поставил условие, что проект сконцентрируется на аутизме и включит специалистов по его выбору.
11 июня 2003 года Фонд Саймонса принял симпозиум по исследованию аутизма. На нём были представлены результаты по причинам аутизма, составлении генетической карты аутизма и биологическим механизмам, наблюдающимся у больных аутизмом. Среди присутствующих были отмечены Дэвид Амарал и доктора Эрик Курчесне, Натаниэл Хайнц, Том Инзель, Кэтрин Лорд, Фред Волькмар и Пол Грингард.
Фонд дал 10 млн двум исследователям Центра Детских болезней Йельского университета на выявление генетического влияния на аутизм.

## Членство в научных организациях
Саймонс являлся доверенным лицом Брукхейвенской национальной лаборатории, Института специальных исследований, Университета Рокфеллера и Математического исследовательского института. Он также член Комитета MIT. Член Национальной академии наук США (2014).

## Стиль жизни
- Саймонс избегал огласки и редко давал интервью, цитируя при этом осла Бенджамина[англ.] из повести «Скотный двор»: «Бог дал мне хвост, чтобы отмахиваться от мух. Но я бы предпочёл не иметь хвоста и не иметь мух»[30].
- Подобно Эйнштейну не носил носков[31].

## Семья
Саймонс жил со своей женой на Манхэттене и Лонг-Айленде. У Джеймса было пятеро детей; в 1996 году 34-летнего Пола сбил автомобиль, а в 2003 году 24-летний Николас утонул на Бали.
Умер 10 мая 2024 года в Нью-Йорке в возрасте 86 лет.